# Rynkeby (Kerteminde Kommune)
 For alternative betydninger, se Rynkeby. (Se også artikler, som begynder med Rynkeby)
Rynkeby er en by på Østfyn med 590 indbyggere  (2024), beliggende 17 km nordvest for Nyborg, 15 km øst for Odense og 8 km sydvest for Kerteminde. Byen hører til Kerteminde Kommune og ligger i Region Syddanmark.
Rynkeby hører til Rynkeby Sogn. Rynkeby Kirke ligger i byen.

## Faciliteter
Nymarksskolen blev i 1961-63 opført af Rynkeby og Kølstrup sogne på bar mark 2½ km nordvest for Rynkeby. Siden 2011 har skole, SFO og børnehave været én institution under navnet Nymarken Skole og Børnehus. Skolen har 367 elever, fordelt på 0.-9. klassetrin, og er også overbygningsskole for Marslev Skole. Børnehaven er normeret til 70 børn. Ved skolen ligger også Nymarkshallen, hvor områdets idrætsforeninger holder til.
Rynkeby Friskole i selve byen har 12 ansatte og giver undervisning på 0.-9. klassetrin. Skolen har obligatorisk SFO og klub.
Rynkeby Forsamlingshus har plads til 150 personer og service til 100. Rynkeby har købmand og sportsplads.

## Historie

### Stationsbyen
I 1899 beskrives Rynkeby således: "Rynkeby med Kirke, Præstegd., Skole, Friskole, Fattiggaard (opr. 1871, PL for 35 Lemmer), Hospital (opr. 1804 af Olave Marie Lange, Enke efter Justitsr. H. Berg til Skovsbo, med et Hus til 4 fattige af Skovsbo Gods), to Forsamlingshuse (opf. 1889), to Maskinfabrikker og Telefonstation;" Målebordsbladet fra 1900-tallet viser også et elværk.
Rynkeby havde station på Odense-Kerteminde-Dalby Jernbane, der blev åbnet i 1900. I 1914 blev den forlænget til Martofte og kom til at hedde Odense-Kerteminde-Martofte Jernbane. Rynkeby Station lå 1½ km nordøst for kirkelandsbyen og havde et kombineret krydsnings- og læssespor med siderampe og stikspor til enderampe.
Kertemindebanen blev nedlagt i 1966. Stationsbygningen er bevaret på Rynkebyvej 199.

## Rynkeby Maskinfabrik
Rynkeby Maskinfabrik blev grundlagt af Jacob Rasmussen i 1895. Hans første værksted med navnet Rynkeby Smede- & Maskinværksted blev erhvervet af Frilandsmuseet i 2003. I 2007 blev det åbnet som en del af museets afdeling "Stationsbyen" med udstilling af alle mellemkrigstidens metalfag: maskinbygger, beslagsmed, gørtler og metaltrykker.
Virksomheden findes stadig i Rynkeby med omkring 40 ansatte og 6.000 m² under tag. Den leverer spåntagning til mere end 50 forskellige brancher.